# إليك ستيفنز
إليك ستيفنز (بالإنجليزية: Alec Stevens)‏ هو موسيقي وكاتب أمريكي، ولد في 22 فبراير 1965 في سالفادور في البرازيل.